# Trichosteleum mastopomatoides
Trichosteleum mastopomatoides là một loài rêu trong họ Sematophyllaceae. Loài này được S.P. Churchill & I. Sastre mô tả khoa học đầu tiên năm 1987.